# Stazione di Hilversum
La stazione di Hilversum è la principale stazione ferroviaria di Hilversum, Paesi Bassi.